# نوبوئو آرایی
نوبوئو آرایی (انگلیسی: Nobuo Arai؛ ۱۹۰۹ – ۱۵ ژوئن ۱۹۹۰) شناگر اهل ژاپن بود.
وی در مسابقات کشوری و بین‌المللی در مجموع برندهٔ ۱ مدال نقره شده‌است.